# Abdelkarim Fergat
Abdelkarim Fergat, né le 2 mars 1994, est un lutteur algérien pratiquant la lutte gréco-romaine.

## Carrière
Abdelkarim Fergat est médaillé d'or dans la catégorie des moins de 55 kg aux Championnats d'Afrique de lutte 2018 à Port Harcourt, aux Championnats d'Afrique de lutte 2019 à Hammamet ainsi qu'aux Championnats d'Afrique de lutte 2020 à Alger.
Finaliste du tournoi de qualification Afrique-Océanie à Hammamet, il se qualifie pour les Jeux olympiques de Tokyo.
Il est médaillé d'or dans la catégorie des moins de 63 kg aux Championnats d'Afrique de lutte 2022 à El Jadida.
En mars 2024, il remporte la médaille de bronze dans la catégorie des moins de 60 kg aux Jeux africains à Accra.

## Distinction personnelle
«Al Fadjr» meilleur athlète algérien de l'année : 2020